# Природний парк Персіна
Природний парк Персіна (болг. Природен парк Персина) — водно-болотна місцевість уздовж болгарського боку Дунаю, заснована 4 грудня 2000 року. Розташований на території трьох муніципалітетів (Нікополь, Белене та Свіштов), він охоплює 21 762 ha (53 780 acres). Призначення парку спрямоване на збереження та відновлення придунайських водно-болотних угідь. Особливу увагу приділено численним островам та їх природному стану. Парк названий на честь острова Персін, який є частиною комплексу островів Белене. Це 15 km (9,3 mi) довгий і 6 km (3,7 mi) завширшки, що робить його четвертим за величиною дунайським островом і найбільшим у Болгарії. Ще одна група островів розташована поблизу Нікополя. Через свою унікальність і велике значення 24 вересня 2002 року група островів була проголошена Рамсарською територією. На 18 330 ha (45 300 acres), це найбільша така ділянка в Болгарії. Найважливішими екосистемами в межах парку є затоплені ліси вздовж Дунаю та внутрішні болота. Для того, щоб захистити ці місця проживання, створено кілька охоронних територій. Центр для відвідувачів парку розташований у Белене.